# Emelian Melenciuc
Emelian Melenciuc (în rusă Емельян Андреевич Меленчук; n. 1871, Delacău, raionul Anenii Noi, Republica Moldova) a fost un politician țarist, deputat în Duma de Stat al celei de-a II-a convocări din partea Basarabiei.

## Biografie

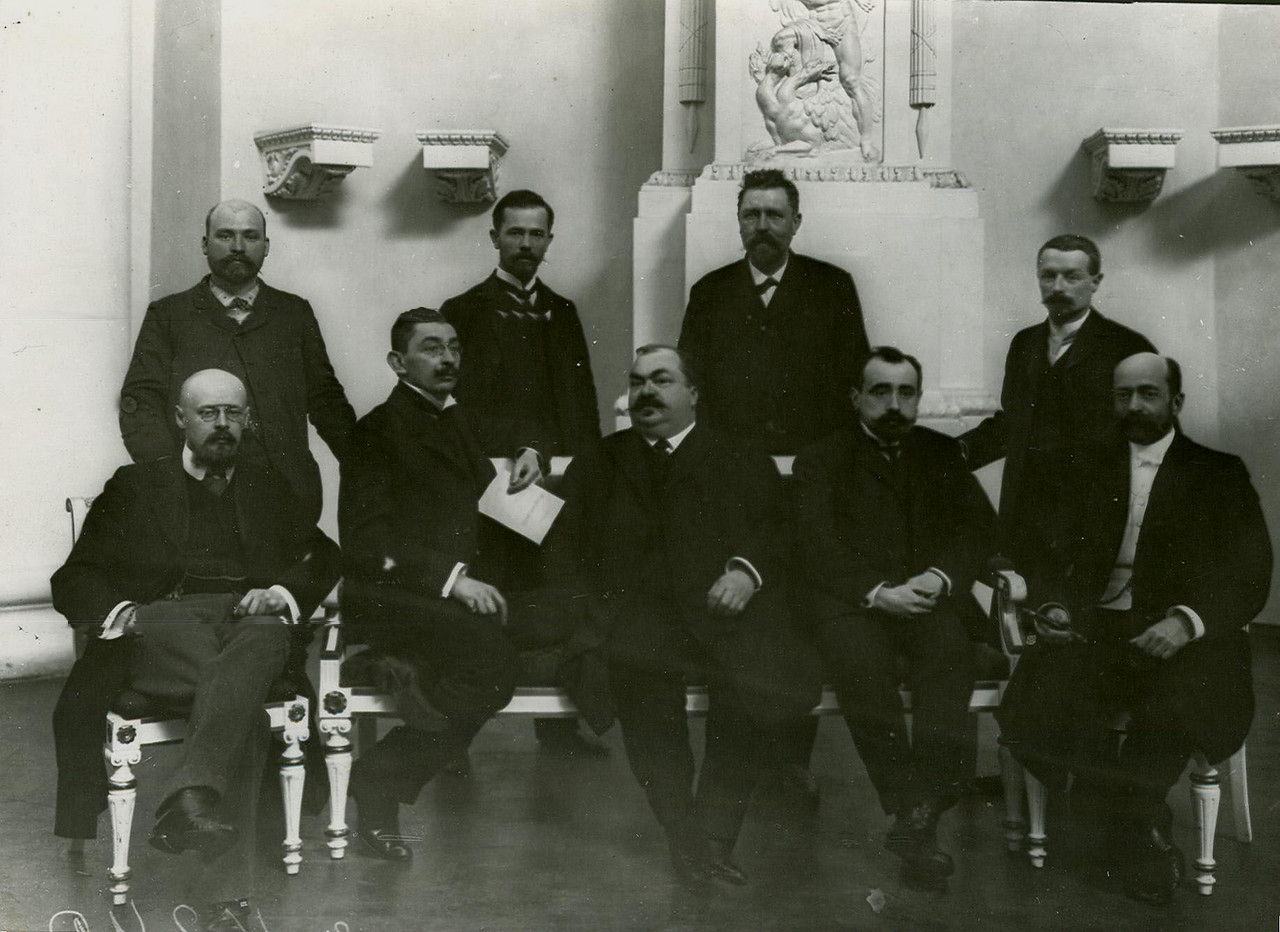
Membri ai Dumei a II-a de Stat din partea Basarabiei. În picioare (de la stânga): Emelian Melenciuc, Arefa Tretiacenko, Johann Gerstenberger și Dmitri Sveatopolk-Mirski; așezați (de la stânga): Vladimir Purișkevici, Pavel Krupensky, Anton Demeanovici, Pantelimon Sinadino și Pavel Crușeveanu.

S-a născut în anul 1871 în satul Delacău, volostul Telița din ținutul Bender. A absolvit școala religioasă de patru ani.
Ulterior, a fost ocupat în agricultură, deținând 10 zeciuieli. A fost șef de voloste și membru al Uniunii poporului rus.
În februarie 1907, a fost ales membru al Dumei a II-a de Stat din gubernia Basarabia de către un congres de delegați din voloste. A aparținut grupului nepartizanilor. După lovitura de stat din iunie 1907, a semnat o telegramă adresată țarului cu recunoștință pentru dizolvarea Dumei și schimbarea legii electorale.
Apoi a fost ales membru al adunărilor zemstviale a ținutului Bender (1909-1917) și guberniei Basarabia (1912-1917), membru al consiliului de zemstvo al ținutului Bender (1909-1917).
Soarta de după anul 1917 este necunoscută. 